# 풀잎은 노래한다
풀잎은 노래한다(The Grass Is Singing)는 영국의 저자 도리스 레싱의 첫 소설로서 1950년 출간되었다. 1940년대의 남아프리카 남로디지아(지금의 짐바브웨)를 배경으로 하며 남로디지아(당시 영국의 식민지였음)의 백인과 흑인 간 인종정치문제를 다룬다.
이 소설은 유럽과 미국에서 처음 발간되었을 때 센세이션을 일으키며 즉각적인 성공을 이루었다. 스웨덴에서 제작된 각색 영화 Gräset Sjunger가 1981년 영어로 제작되었다.